# Grüne Männchen

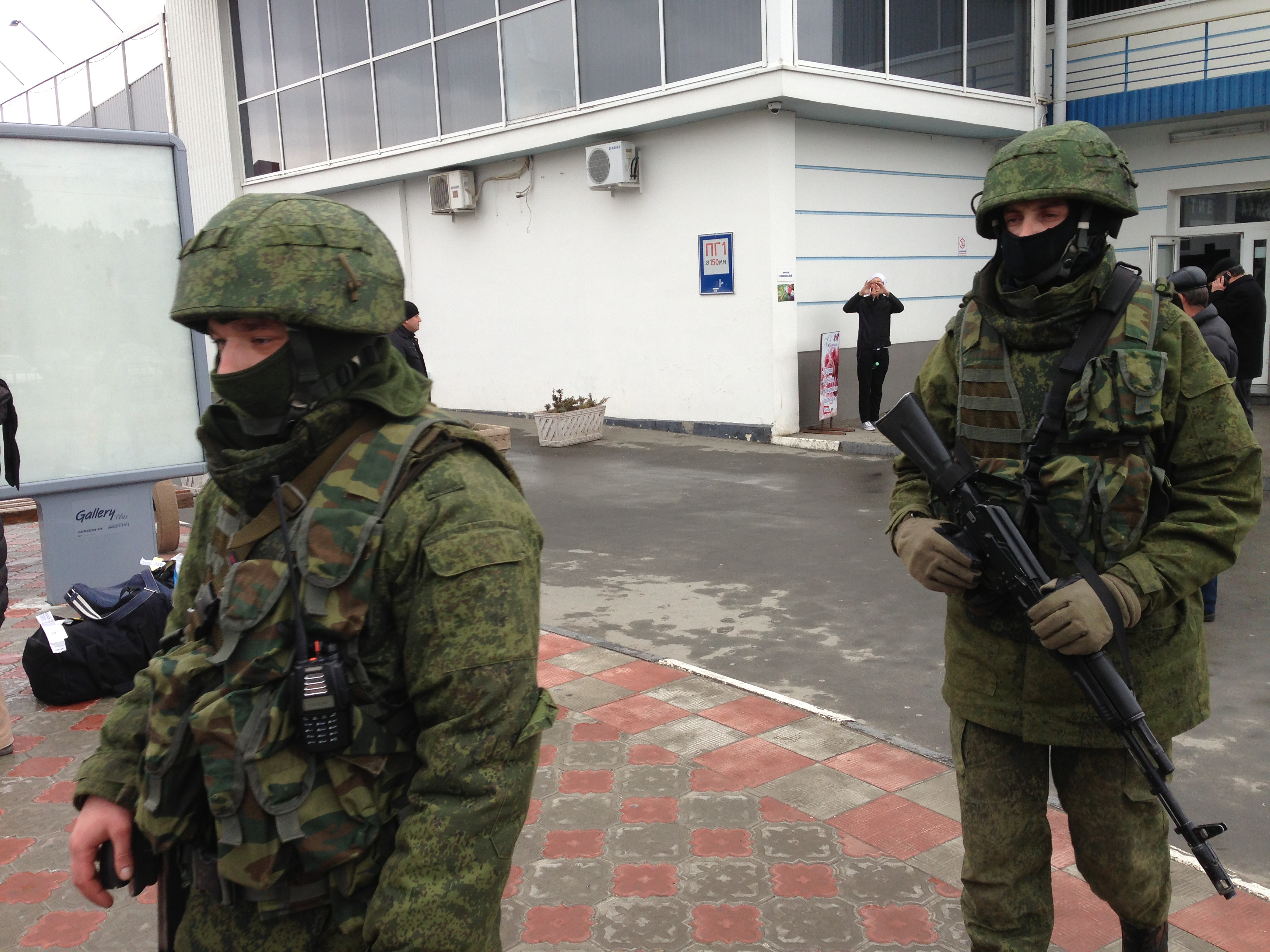
Vor dem Flughafen Simferopol (Februar 2014)

„Grüne Männchen“ (russisch зелёные человечки; ukrainisch зелені чоловічки) auch Kleine Grüne Männchen war eine Umschreibung der Medien für russische Truppen, die ohne Hoheitsabzeichen als verdeckte Einheiten bei der Annexion der Krim 2014 eingesetzt wurden. Der Begriff entstand, als der russische Präsident Wladimir Putin eine Beteiligung russischer Einheiten leugnete. Der Euphemismus „Höflicher Mensch“ (russisch вежливые люди) wurde in Russland von der Presse eingeführt. In der Ukraine wurde dagegen von Invasoren, Okkupanten und Extremisten gesprochen.

## Operationen auf ukrainischem Staatsgebiet

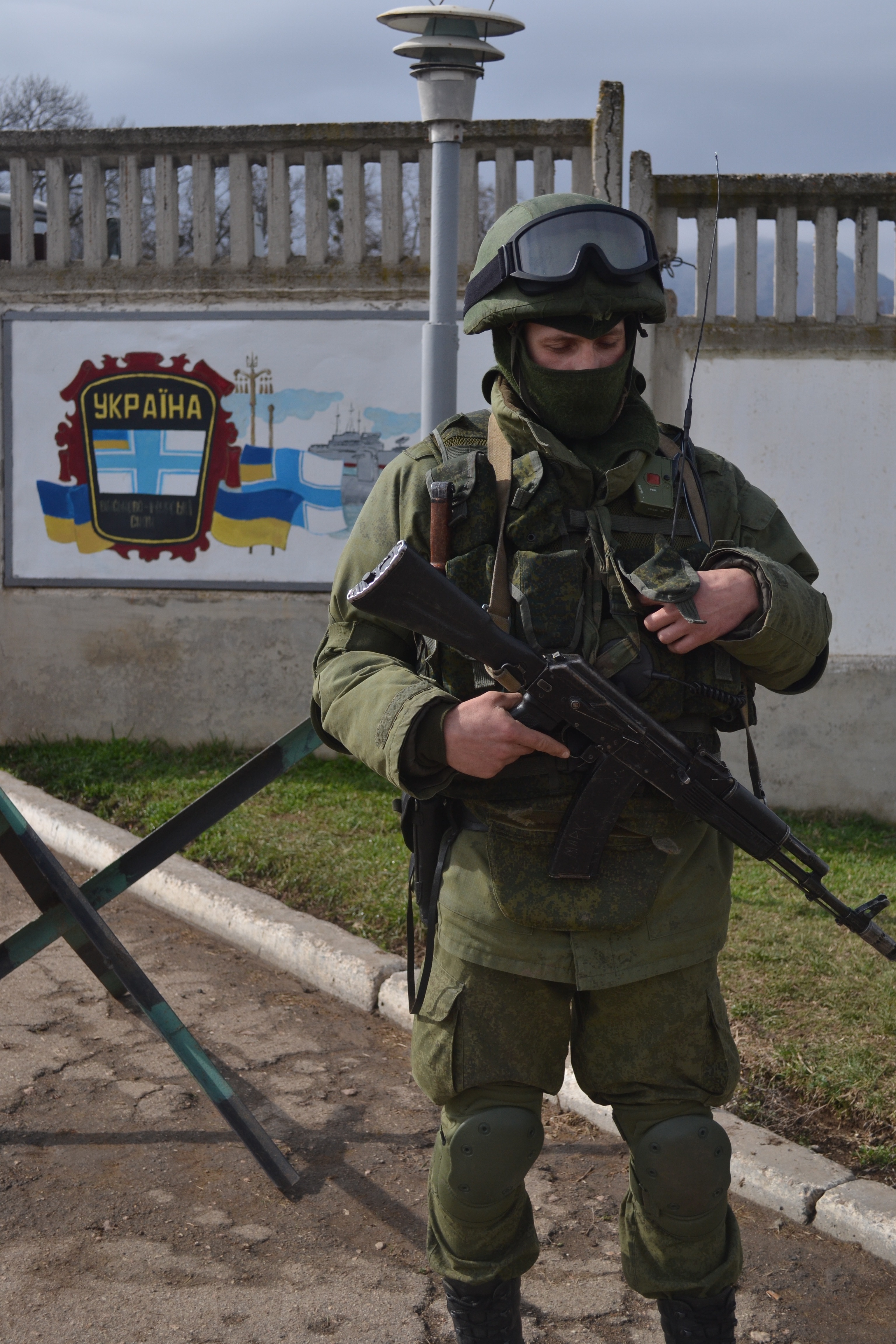
Vor einer ukrainischen Kaserne (März 2014)

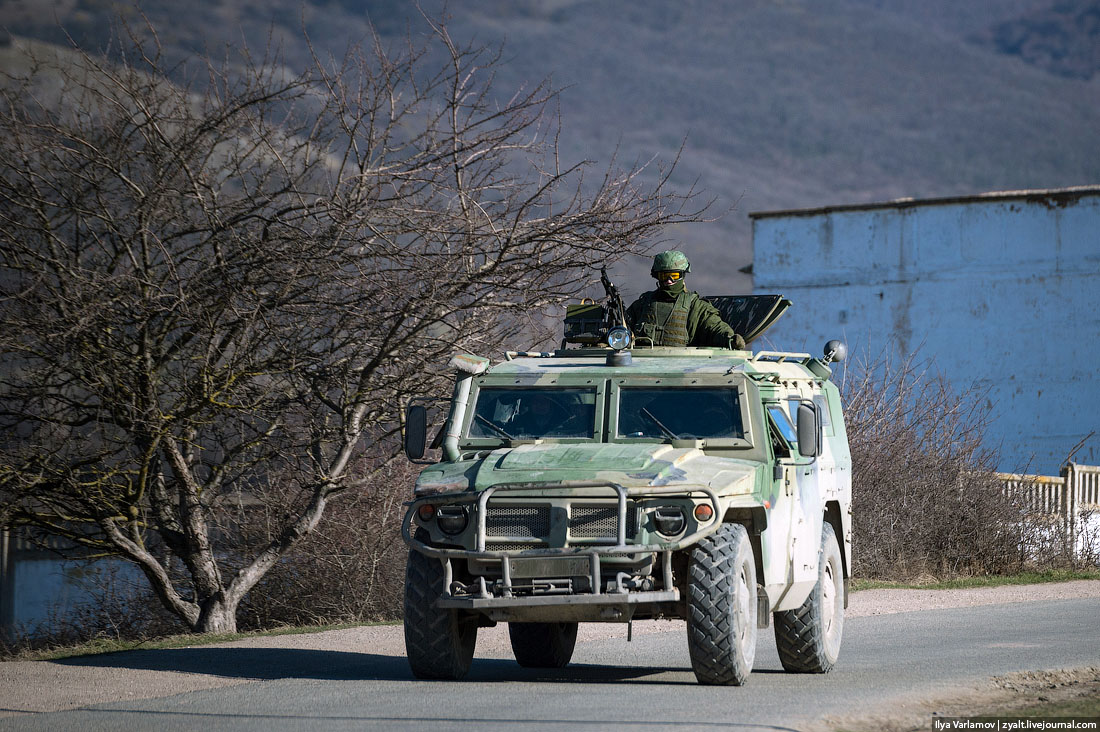
Soldaten in einem GAZ-2975 Tigr des russischen Heeres

Die ersten grün uniformierten Soldaten ohne Hoheitsabzeichen erschienen Ende Februar 2014 auf der Krim. Sie trugen Ratnik-Kampfanzüge der russischen Infanterie. Die Soldaten gehörten zum Teil der in Toljatti stationierten 3. Garde-Spezialaufklärungsbrigade an, die zuvor im Tschetschenien- und Georgienkrieg eingesetzt wurde, und dem 45. Garderegiment der Luftlandetruppen für besondere Aufgaben. Auf der Krim stellten sie die Vorhut und waren Teil von insgesamt 11.000 bis 30.000 Soldaten, die an der russischen Militärintervention in der Ukraine beteiligt waren.
Im März 2014 besetzten die russischen Soldaten Verwaltungsgebäude, Polizeistationen, militärische Einrichtungen, Verkehrsknotenpunkte und den internationalen Flughafen Simferopol. Sie übernahmen die Kontrolle über ukrainische Regierungseinrichtungen und besetzten am 27. Februar das Gebäude des Obersten Rats der Krim.
Aufgrund der Farbe ihrer Uniformen wurden sie als „grüne Männchen“ bezeichnet. Diese Bezeichnung wurde erstmals von der Krim-Bevölkerung verwendet in Anspielung darauf, dass die Truppen scheinbar aus dem Nichts kamen.
Die russischen Soldaten wurden seit Anfang April 2014 auch in der Ostukraine eingesetzt, vor allem in der Oblast Donezk und der Oblast Luhansk. Sie gingen dabei nach denselben Mustern vor wie bei der Besetzung und Annexion der Krim im Februar und März 2014. Im Donezbecken organisierten sie Gefolgsleute, die für ein Handgeld von bis zu 500 US-Dollar Angriffe auf ukrainische Einrichtungen ausführten. Unterstützt wurden sie zudem durch russische Freiwillige und Soldaten des Bataillons Wostok aus Tschetschenien. Waffennachschub erfolgte über die lange und von der ukrainischen Armee praktisch nicht kontrollierbare Grenze der beiden Bezirke zu Russland.

## Russische Herkunftsleugnung
Russland bestritt zunächst jede Verbindung zu den „grünen Männchen“ und bezeichnete anfangs die Soldaten als örtliche „Selbstverteidigungsgruppen“, die ihre Uniformen und Waffen in örtlichen Geschäften gekauft hätten. Nach Berichten internationaler Medien waren die Truppen mit Waffen ausgerüstet, die von der russischen Armee verwendet werden, ihre Kraftfahrzeuge hatten russische Nummernschilder und die Männer sprachen in einem zentral-russischen Dialekt, der sich von der auf der Krim heimischen südrussischen Mundart unterscheidet. Dafür, dass diese Gruppen russische Berufssoldaten waren, sprechen nach Otto Luchterhandt unter anderem die einheitlich russische und hochmoderne Uniformierung und Ausrüstung, die gut koordinierte militärische Führung der Verbände, die Großräumigkeit und Koordination der militärischen Aktionen, insbesondere die flächendeckende Einkesselung und Besetzung der ukrainischen Militärstandorte sowie die Kaperung der ukrainischen Kriegsschiffe und die strikte Weigerung, Auskunft über Herkunft und Auftrag zu geben.
In einigen Fällen konnten GRU-Soldaten, die Fotos auf ihren sozialen Netzwerken eingestellt hatten und mit ihren Namensschildern nachlässig umgegangen waren, über Facebook identifiziert werden.
Im März 2015 gab der russische General Igor Kassatonow in einem Interview mit RIA Novosti bekannt, dass die Soldaten der GRU Speznas angehörten. Laut Kassatonow wurde der Einsatz von Spezialeinheiten des russischen militärischen Nachrichtendienstes GRU durch Täuschungs- und Verschleierungsmaßnahmen und Desinformation begleitet. Die Schwarzmeerflotte habe die russische Machtübernahme auf der Krim ab dem 23. Februar ermöglicht. Offiziere seien in die Pläne eingeweiht gewesen und hätten militärische Stellungen auf der Krim für den Transport der russischen Soldaten vorbereitet. Militärgerät sei auf Schiffen aus Noworossijsk auf die Krim gebracht worden, und während des Transports sei Funkstille eingehalten worden. Die Truppenverlegung auf die Krim erfolgte nach Kassatonows Angaben über die Luft, in Katscha bei Sewastopol landeten sechs Helikopter und drei Il-76-Flugzeuge.
In einer Fernsehfragestunde am 17. April 2014 räumte Präsident Putin auf die Frage, wer die „grünen Männchen“ auf der Krim waren, ein, dass es sich um russische Soldaten handelte, die auf der Krim eingesetzt wurden.

## Teil der hybriden Kriegsführung
Der Einsatz der russischen Soldaten in der Ukraine hat eine verstärkte Debatte über hybride Kriegsführung angeregt. Bei einem Hybridkrieg wird anstelle einer offenen militärischen Invasion eine Kombination aus geheimdienstlichen Operationen, Unterstützung von Aufständischen, Desinformation und anderen Methoden verwendet, um den Gegner anzugreifen. Entscheidend ist, dass der Aggressor diese Handlungen gegenüber der örtlichen und internationalen Gemeinschaft glaubhaft abstreitet. Russlands anfängliche Leugnung einer Beteiligung schuf Verwirrung und sorgte dafür, dass die Ukraine und westliche Verbündete nicht vollständig sicher sein konnten, ob es sich um russische Truppen handelte. Diese als „Maskirowka“ bekannte Täuschungs- und Verschleierungsstrategie gab den russischen Truppen genug Zeit, um die Kontrolle über die Halbinsel zu übernehmen. In Teilen der Ostukraine waren die Bedingungen für einen russischen Hybridkrieg besonders günstig: eine große militärische und nachrichtendienstliche Präsenz Russlands, Dominanz russischer Medien und Entfremdung der Bevölkerung von der neuen Regierung in Kiew. Auf der Krim und in der Ostukraine wurden die Elemente der hybriden Kriegsführung so erfolgreich eingesetzt, dass einige Menschen sogar nach Präsident Putins Eingeständnis glauben, die Soldaten seien örtliche Kräfte gewesen.

## Denkmal

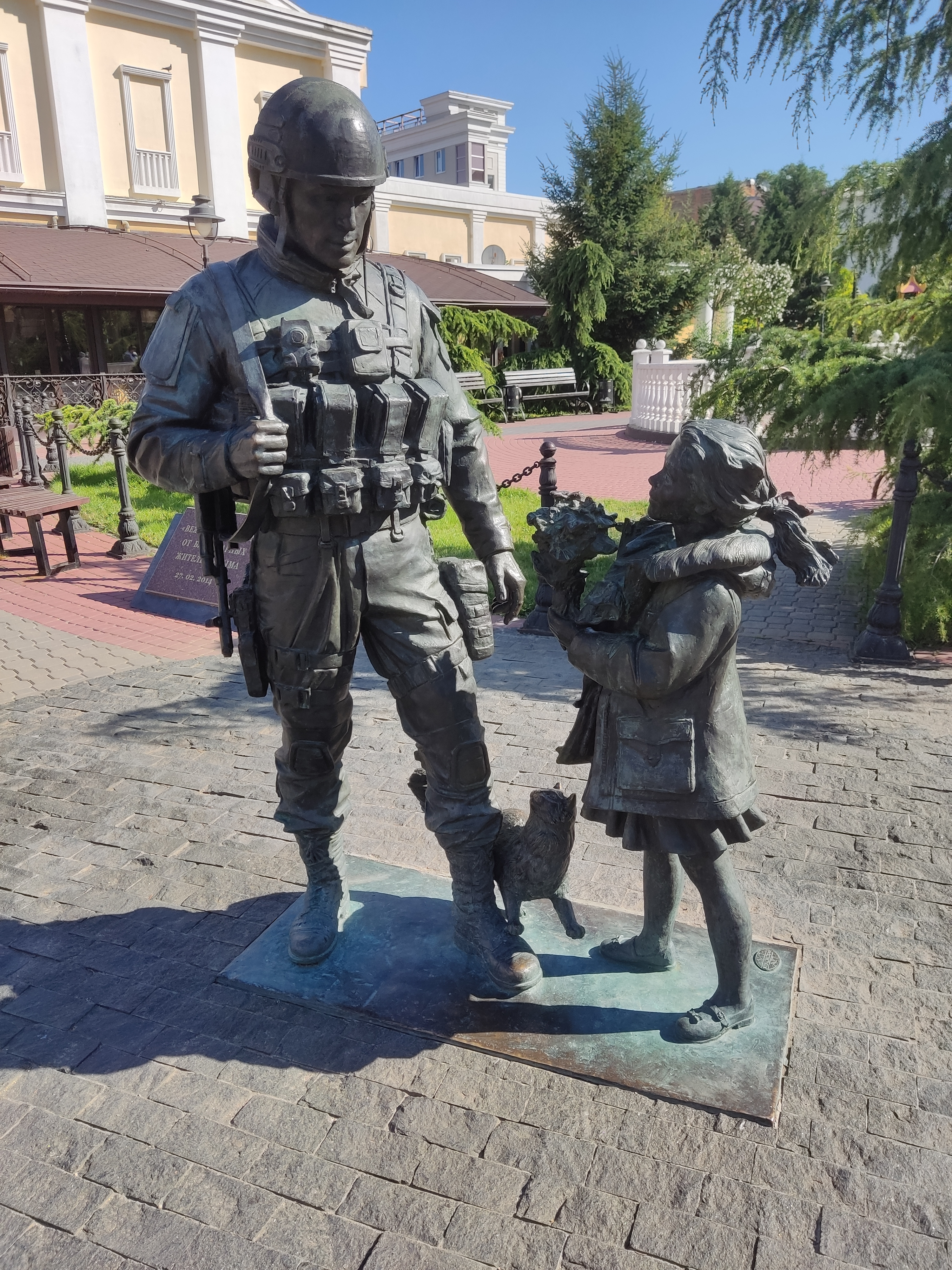
Denkmal in Simferopol (2022)

Im Juni 2016 wurde im annektierten Simferopol ein Denkmal für die russischen Soldaten enthüllt. Damit soll laut Sergej Aksjonow die Marke „Höflicher Mensch“ gefördert werden. Die Komposition bilden drei Skulpturen: ein Militärangehöriger (mit einer Höhe von 2,5 m), ein kleines Mädchen, das ihm einen Blumenstrauß reicht, sowie ein Kater als Symbol für ein friedliches, ruhiges Leben. Der Bildhauer ist Salawat Schtscherbakow.